# Idioma marwari
El idioma marwari (autoglotónimo मारवाड़ी Mārwāṛī; también dicho Marvari, Marwadi, Marvadi) es un idioma rayastaní hablado en el estado indio de Rayastán. El marwari también se encuentra en los estados vecinos de Gujarat y Haryana y en Pakistán oriental. Con cerca de 13,2 millones de hablantes (en 1997), es el idioma más hablado por el número de hablantes del subgrupo marwari del idioma rayastaní. Hay 13 millones de hablantes en Rayastán y en el resto, 200 000 en la provincia Sindh de Pakistán. Hay cerca de 23 dialectos del idioma marwari.
Está escrito popularmente in escritura devanagari, como en hindi, maratí, nepalí y el sánscrito; aunque fue escrito históricamente en mahayaní. El marwari actualmente no tiene estatus oficial como lengua de educación y gobierno. Ha habido un empuje en el pasado reciente para el gobierno nacional para reconocer este idioma y darle un estatus programado. El estado de Rayastán reconoce el rayastaní como lengua.
En Pakistán, hay dos variedades del marwari. Pueden o no estar lo suficientemente cerca del marwari de la India a ser considerado el mismo idioma. Los hablantes del marwari se concentran en Sindh. En Pakistán, el marwari generalmente se escribe usando una versión modificada del alfabeto árabe.
El marwari aún se habla ampliamente en y alrededor de Bikaner. Hay esfuerzos continuos para identificar y clasificar este grupo de idiomas y las diferencias lingüísticas.

## Historia
Se dice que el marwari y el guyaratí evolucionaron desde el Gujjar Bhakha o Maru-Gurjar, idioma de los gurjar. La gramática formal del rayastaní fue escrito por el monje jain y eminente erudito Hemachandra Suri.

## Clasificación y lenguas relacionadas
El marwari suena similar al haryanvi y es similar al guyaratí, panyabí, hindi y el haryanvi. Lenguas estrechamente relacionadas con el marwari en el grupo rayastaní son: gojri, shekhawati, hadoti, dhundhari, mewari, brij, bagri, wagdi, mewati.

## Distribución geográfica
El marwari se habla principalmente en el estado indio de Rayastán. Los hablantes de marwari se han dispersado por toda la India y otros países, pero se encuentran sobre todo en el estado vecino de Guyarat y en el este de Pakistán. También se encuentran hablantes en Bhopal. Con cerce de 13,2 millones de hablantes (en 1997, cerca de 13 millones en India y 200 000 en Pakistán) es el más grande de la subgrupo marwari del grupo rayastaní de dialectos occidentales del hindi.

## Fonología
Comparte una similitud del léxico del 50%-65% con el hindi (esto está basado con la comparación de la lista Swadesh). El marwari tiene varias palabras en cognados con el hindi. Correspondencias fonéticas notables incluyen /s/ en hindi con /h/ en marwari. Por ejemplo /sona/ 'oro' (hindi) y /hono/ 'oro' (Marwari). /h/ a veces elide. También hay una variedad de cambios vocálicos. La mayoría de los pronombres e interrogativos son, sin embargo, distintos de aquellos del hindi.

## Gramática
El marwari tiene estructura gramatical que es bastante similar al hindi. Su estructura de la oración principal es SOV (sujeto objeto verbo). La mayoría de los pronombres interrogativos y utilizados en el marwari son distintos de los utilizados en hindi. Al menos en el propio marwari y en el harauti tienen una inclusividad distinta.

## Vocabulario
El vocabulario marwari es algo similar a otros idiomas índicos, especialmente Hindi, rayastani y guyaratí, sin embargo, elementos de la gramática y la terminología básica se diferencian lo suficiente como para obstaculizar de forma significativa la inteligibilidad mutua. Adicionalmente, Marwari usa varias palabras tomadas del sánscrito (el ancestro de la mayoría de los idiomas del norte de la India) que no están en el hindi.

## Sistema de escritura
El marwari está generalmente escrito en Devanagari, aunque la escritura mahayani está tradicionalmente asociada con el idioma.  Tradicionalmente estaba escrito en mahayani (que no tiene vocales, solo consontantes). En Pakistán se escribe en escritura persoarábiga con modificaciones. La ortografía histórica marwari para Devanagari utiliza otros caracteres en lugar de letras Devanagari estándares.